# Los 80 (serie de televisión de España)
Los 80 fue una serie española de televisión emitida por la cadena Telecinco en 2004 en colaboración con BocaBoca.

## Argumento
A semejanza de Cuéntame como pasó, pero una década después, la serie pretendía narrar los acontecimientos vividos en la España de la década de 1980 a través de una trama dramática de múltiples personajes. De este modo el primer episodio recrea el intento de golpe de Estado del 23-F de 1981.

## Reparto
- José Coronado ... Martín Ortega
- Aitana Sánchez-Gijón ... Nuria Acosta
- Pedro Rubio ... Joven que da fuego a muchacha
- Félix Gómez ... Enrique
- Bea Segura ... Lara
- José Gascón ... Cristina
- Diego Molero ... Leo
- Beatriz Pascual ... Paz
- Antonio de la Torre ... Fernando
- Lilian Caro ... Rosa
- Marisol Membrillo ... Montse
- Julieta Serrano ... Águeda
- Adolfo Fernández ... Alberto
- Raúl Fernández ... Franky
- Martín Gervasoni ... El Argentino
- David Venancio Muro ... José
- Juan Lombardero
- Marta Poveda

## Episodios y audiencias
| Temporada | Temporada | Episodios | Estreno                 | Final                 | Audiencia media | Audiencia media | Audiencia media |
| Temporada | Temporada | Episodios | Estreno                 | Final                 | Espectadores    | Cuota           |                 |
| --------- | --------- | --------- | ----------------------- | --------------------- | --------------- | --------------- | --------------- |
|           | 1         | 6         | 8 de septiembre de 2004 | 12 de octubre de 2004 | 3 453 000       | 22,2%           |                 |

| Capítulo | Título                   | Fecha de emisión         | Espectadores y share |
| -------- | ------------------------ | ------------------------ | -------------------- |
| 1        | «¿Quieto todo el mundo?» | 8 de septiembre de 2004  | 3 841 000 - 26,5     |
| 2        | «Después de la tormenta» | 14 de septiembre de 2004 | 3 719 000 - 25,0%    |
| 3        | «El divorcio que viene»  | 21 de septiembre de 2004 | 3 209 000 - 20,2%    |
| 4        | «Música por derecho»     | 28 de septiembre de 2004 | 3 489 000 - 22,3%    |
| 5        | «El fin de los días»     | 5 de octubre de 2004     | 3 329 000 - 20,3%    |
| 6        | «Más que amigos»         | 12 de octubre de 2004    | 3 133 000 - 18,6%    |